# Варварівка (старостинський округ № 4)
Варва́рівка — село в Україні, у Вовчанській міській громаді Чугуївського району Харківської області. Населення становить 757 осіб. До 2020 орган місцевого самоврядування — Варварівська сільська рада.

## Історія
Даа першої згадки - 1765 рік. Попередня назва - Миколаївка. 
Село постраждало внаслідок геноциду українського народу, проведеного урядом СССР в 1932—1933 роках, кількість встановлених жертв у Миколаївці та Варварівці —327 людей.
12 червня 2020 року, відповідно до Розпорядження Кабінету Міністрів України  № 725-р «Про визначення адміністративних центрів та затвердження територій територіальних громад Харківської області», увійшло до складу Вовчанської міської громади.
19 липня 2020 року, в результаті адміністративно-територіальної реформи та ліквідації Вовчанського району, село увійшло до складу Чугуївського району.

## Географія
Село Варварівка знаходиться на лівому березі річки Вовча, на протилежному березі розташоване село Миколаївка.

## Відомі люди
Уродженцями села є
- Волобуєв Євген Всеволодович — український художник
- Голоско Онисим Михайлович (1900—1955) — генерал-майор, Герой Радянського Союзу.
- Клименко Віктор Миколайович (1978—2016) — старший солдат Збройних сил України, учасник війни на сході України.